# Dimonika
Dimonika är ett biosfärområde i Kongo-Brazzaville. Det ligger i Mayombebergen i departementet Kouilou, i den sydvästra delen av landet, 300 km väster om huvudstaden Brazzaville. Arean är 136 000 hektar. Området upprättades 1988.